# Silanol

Estructura de Trimetilsilanol

Un silanol és un grup funcional relacionat amb la química del silici amb connectivitat Si–O–H. Està relacionat amb el grup funcional hidroxi (C–O–H) trobat a tots els alcohols. Els silanols són sovint intermediaris en la química organosílicie i la mineralogia de silicat.

## Estructura i exemples
La distància de l'enllaç Si–O és normalment sobre 1.65 Å. En estat sòlid, els silanols s'involucren en els enllaços d'hidrogen.
La majoria de silanols només tenen un grup OH, com el trimetilsilanol. També són coneguts alguns silandiols, com el difenilsilandiol.

## Incidència
Els silanols no només existeixen com a compostos químics, també es troben a la superfície del sílex i d'altres silicats. La seva presència és responsable de les propietats d'absorbiment del gel de sílice. En cromatografia, la derivació de grups sianol accessibles en una fase estacionària amb grups trimetilsilil és coneguda com a end-capping.

Trisilanol intermediari en la formació d'un silsesquiexà cúbic.